# Хащованя
Хащова́ня — село в Україні, в Стрийському районі Львівської області. Населення становить 383 особи. Орган місцевого самоврядування — Славська селищна рада.

## Назва
У 1989 р. назву села Хащоване було змінено на одну літеру.

## Населення
Згідно з переписом УРСР 1989 року чисельність наявного населення села становила 374 особи, з яких 181 чоловік та 193 жінки.
За переписом населення України 2001 року в селі мешкали 383 особи. 100 % населення вказало своєю рідною мовою українську.

## Релігійні споруди

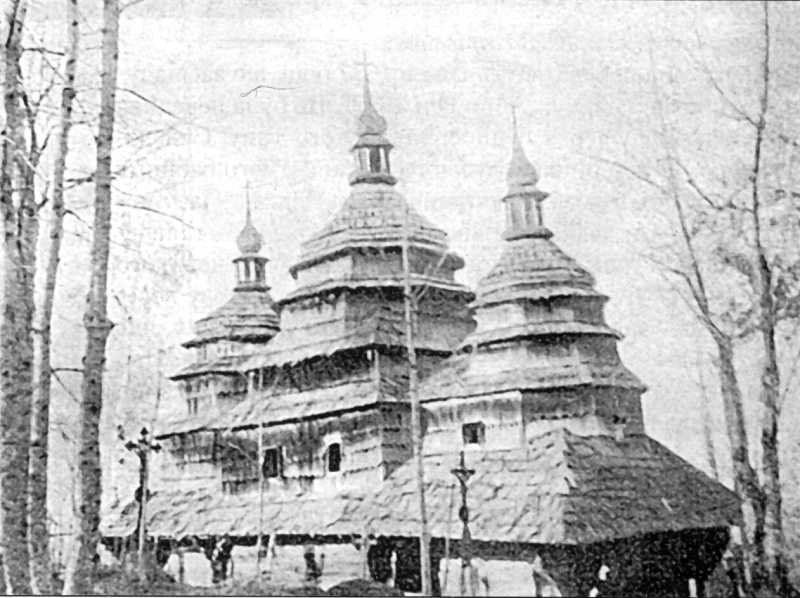
Церква св. архістратига Михайла. Занепала на початку XX ст.

Одне з численних населених пунктів Сколівського району, де збереглися дерев'яні сакральні споруди XIX ст., виконані в класичному бойківському стилі. У селі розташована Церква Св. Івана Хрестителя 1846 року та дзвіниця XIX століття — пам'ятки архітектури державного значення.
Церква св. Івана Хрестителя — триверха тризрубна хрещата у плані будівля, бокові рамена якої займають по ширині половину нави. Накрита восьмибічними шатровими верхами, які завершують ліхтарі з маківками. Верхню частину церкви, як це часто буває, щедро закували бляхою. До північної стіни вівтаря прибудована ризниця. На північ від святині розташована триярусна дзвіниця, верхня частина якої така ж, як у дзвіниці церкви з села Тернавка.

## Відомі особистості
В поселенні народилась:
- Станько Анна Володимирівна (* 1945) — українська композиторка.

## Історична галерея села

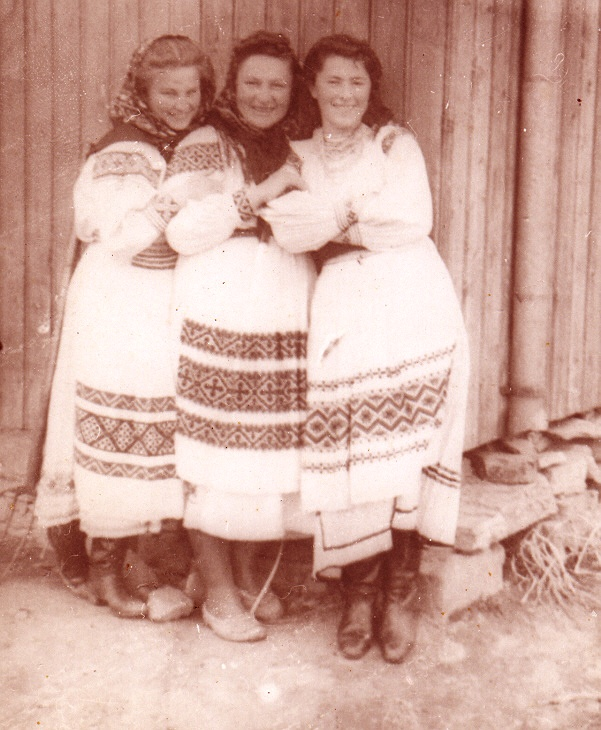
Жінки в бойківських строях (село Хащованя, 40-і рр. XX ст.)
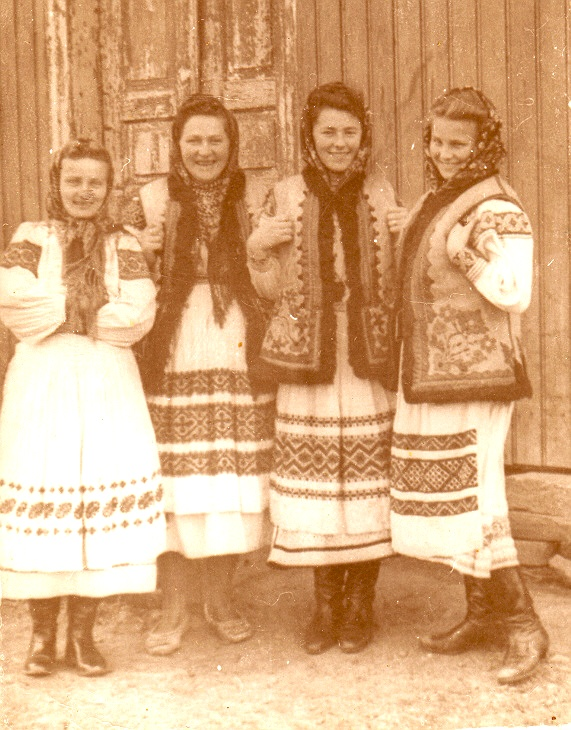
Жінки в народних бойківських строях (село Хащованя, 40-і рр. XX ст.)
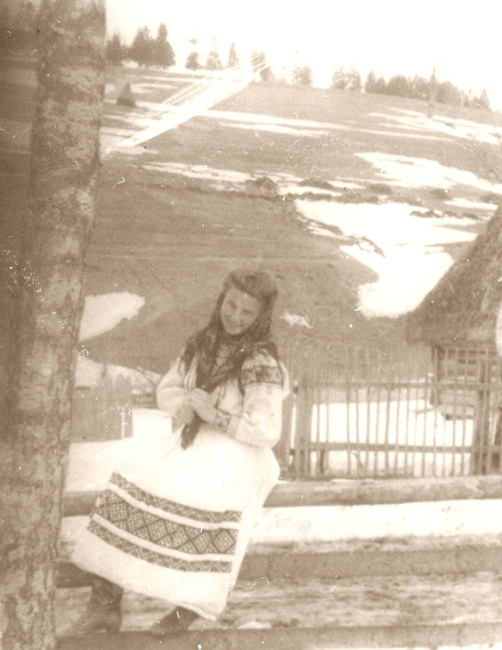
Бойкиня в народному одязі (село Хащованя, 40-і роки XX століття)
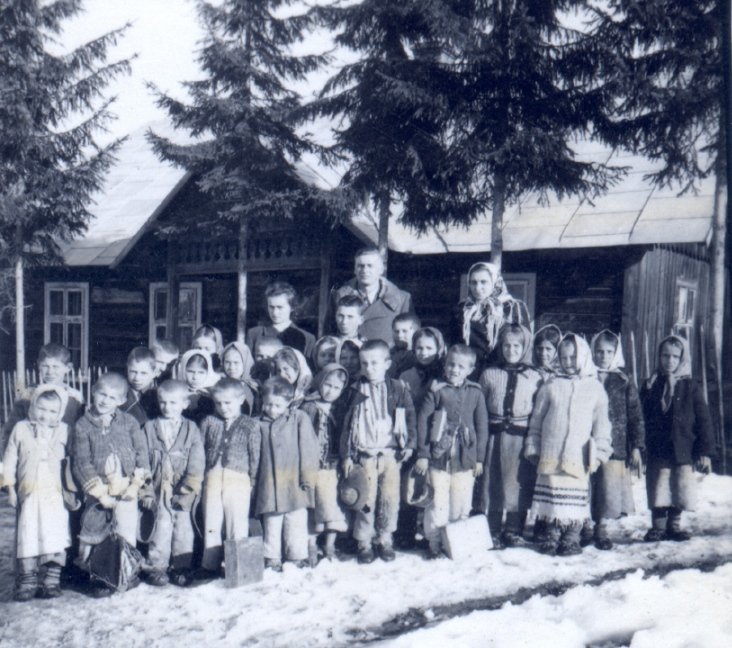
Початкова школа с. Хащованя, 40-і рр.